# 吉温
吉 温（きつ おん、? - 天宝14載（755年））は、唐の官僚。李林甫・楊国忠につき、様々な疑獄事件で彼らの政敵を陥れることで出世した。安禄山に取り入ろうとしたが、安史の乱勃発直前に謀殺された。

## 経歴
陰険で人によくへつらうが、事を起こすことに果断であった。また、地位の高い宦官の家を親戚の家のように訪ね歩いていた、と伝えられる。
天宝年間の初期に県丞となった。この時、太子文学であった薛嶷を通じて玄宗に引見した。玄宗は「ただの不良人にすぎない。私は用いない」と薛嶷に伝えたとされる。
河南で事件が起こり、吉温は取り調べにおいて河南尹であった蕭炅に厳しく接した。しかし、蕭炅が宰相の李林甫に手を回したために抑えられる。蕭炅は京兆尹に、吉温は万年県尉に任じられた。この吉温の行動に、人々は恐れおののいたと伝えられる。蕭炅は驃騎大将軍である高力士が宮中から自宅に帰る日に必ず謁見していた。そこで、吉温は先回りして高力士と話していた。蕭炅が現れ、吉温が高力士と親しいの知り、恭しい態度を吉温にとるようになった。その後、吉温は蕭炅に会い「あの時は国家の法を破るわけにはいかなかった。今後は、公に心より仕えます」と言ったため、蕭炅は喜んだと伝えられる。
天宝4載（745年）、京兆府法曹となっていた吉温は、蕭炅の意を受けて、李林甫と対立していた李適之と張垍の兄の張均がいる兵部の役人の詮議にあたった。実情が得られなかったが、他の事件の容疑者の拷問を見せつけることで、取り調べをせずに自白においこむことに成功した。
蕭炅により李林甫に推薦され用いられた。殿中御史の羅希奭とともに、李林甫の政敵を疑獄で必ず陥れたため、「羅鉗吉網」と怖れられた。「知遇を得られるなら、南山の白額虎でも縛ってみせましょう」と常々豪語していたと伝えられる。
天宝5載（746年）には、李林甫の意を受け、太子の李亨に関係するものの大獄に加わった。王鉷や楊慎矜とともに、韋堅・皇甫惟明の疑獄事件の詮議にあたった。また、柳勣が告発した事件を取り調べ、柳勣を首謀者とした。柳勣は、王曾・王脩己・盧寧・徐徴とともに処刑され、死体は大理に積み上げられた。吉温とすれ違う時に帽子で顔を隠したこともある中書舎人の梁渉も排斥させられた。
天宝6載（747年）に楊慎矜を立件し、その客である史敬忠の取り調べをした。史敬忠は吉温の父と仲が良かった。しかし、吉温は史敬忠を捕らえた時、彼の首に鎖をかけた上で顔を布で覆い、その顔を見ようともしなかった。さらに、部下に命じて脅しをかけて、自白を強要させ、意のままに自白書を書かせた。楊慎矜は自殺を命じられ、史敬忠も杖で100回叩かれ、流される途中で死んだ。李林甫の引き立てにより、戸部郎中兼侍御史に昇進した。
李林甫に代えて、新たに権勢をもった楊国忠や安禄山に近づき始め、李林甫の腹心の罪を探知して楊国忠に告発させた。天宝8載（749年）、刑部尚書・京兆尹の蕭炅が、天宝9載（750年）に、御史大夫の宋渾が左遷させられ、李林甫にも止められなかった。同年には、玄宗の怒りを買った楊貴妃が家に帰ったとき、取りなしを行っている。また、安禄山が宰相となるための協力を行うことを約束した上で兄事したため、その上奏により、河東節度副使・魏郡太守となった。
天宝11載（752年）、楊国忠の引き立てにより、御史中丞・京畿関内採訪使になった。同時に、安禄山のために朝廷の動静を全て伝えたため、天宝13載（754年）、安禄山からの推薦により武部侍郎に昇進し、その副官となった。玄宗によって陳希烈の後任として宰相に任じられようとしたが、安禄山についていたことを警戒する楊国忠によってはばまれる。同年に、河東郡太守の韋陟から賄賂をもらった罪で楊国忠に告発され、端渓県尉に左遷された。安禄山は吉温の冤罪を訴えたが、玄宗はとりあげなかった。
赴任途中で、始安郡太守となっていた羅希奭を頼ったが、天宝14載（755年）、韋陟らとともに朝廷の使者によって殺された。
吉温の子は安禄山の即位後に安禄山に用いられ、河南府参軍に任じられた。

## 伝記資料
- 『旧唐書』巻百八十六下 列伝第百三十六下酷吏下「吉温伝」
- 『新唐書』巻二百九 列伝第百三十四酷吏「吉温伝」